# 16 lutego
16 lutego jest 47. dniem w kalendarzu gregoriańskim. Do końca roku pozostało 318 (w latach przestępnych 319) dni.

## Święta
- imieniny obchodzą: Bernard, Czcisław, Daniel, Danuta, Dominik, Eliasz, Filipa, Flawian, Gilbert, Izajasz, Jarema, Jeremi, Jeremiasz, Julian, Juliana, Julianna, Józef, Ludan, Marcjan, Maria, Marian, Marut, Maruta, Marutas, Mikołaj, Onezym, Pamfil, Porfiriusz, Porfiry, Przedsława, Samuel, Symeon, Szymon, Teodul, Wirydiana i Zoe.
- Korea Północna – Urodziny Kim Dzong Ila
- Litwa – Święto Niepodległości
- Ukraina – Dzień Zjednoczenia Ukraińców[1]
- wspomnienia i święta w Kościele katolickim obchodzą[2][3]:
  - św. Daniel z Egiptu (męczennik)
  - św. Faustyn z Brescii (biskup)
  - bł. Filipa Mareri (dziewica, klaryska)
  - św. Juliana z Nikomedii (męczennica)
  - bł. Józef Allamano
  - św. Onezym (uczeń św. Pawła)
  - św. Pamfil z Cezarei (biskup i męczennik)

## Wydarzenia w Polsce

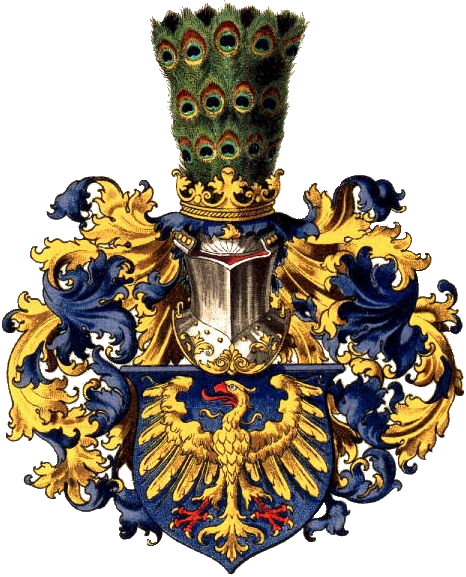
XIX-wieczny herb Górnego Śląska według projektu Hugona Ströhla

- 1271 – Książę krakowski i sandomierski Bolesław Wstydliwy lokował Jędrzejów na prawie magdeburskim.
- 1358 – W Sieradzu przywódca konfederacji wielkopolskiej Maciej Borkowic złożył przysięgę wierności królowi Kazimierzowi III Wielkiemu. W tekście przysięgi po raz pierwszy pojawiło się słowo Rzeczpospolita na określenie Korony Królestwa Polskiego.
- 1649 – Powstanie Chmielnickiego: podczas jarmarku kozacy najechali na Fastów (obecnie Ukraina) i zamordowali 13 szlachciców.
- 1704 – Została zawiązana konfederacja warszawska skierowana przeciwko królowi Augustowi II Mocnemu.
- 1770 – Porażka konfederatów barskich w bitwie z Rosjanami pod Błoniem.
- 1793 – Jakob Sievers został rosyjskim posłem nadzwyczajnym i ministrem pełnomocnym w Rzeczypospolitej.
- 1807 – IV koalicja antyfrancuska: zwycięstwo wojsk napoleońskich nad pruskimi w bitwie pod Ostrołęką.
- 1816 – Z inicjatywy Stanisława Staszica powstała Szkoła Akademiczno-Górnicza w Kielcach.
- 1918 – I wojna światowa: Niemcy nałożyli na Warszawę kontrybucję w wysokości 250 tys. marek.
- 1919 – W Trewirze podpisano rozejm kończący powstanie wielkopolskie.
- 1920 – Na Gochach na granicy polsko-niemieckiej doszło do tzw. wojny palikowej.
- 1938 – Michał Offierski na motoszybowcu „Bąk” stanowił międzynarodowy rekord wysokości lotu wynoszący 4595 m.
- 1945:
  - Armia Czerwona zajęła Lwówek Śląski i Żary.
  - W Poznaniu ukazało się pierwsze wydanie dziennika „Głos Wielkopolski”.
- 1960 – Podczas sesji plenarnej Ogólnopolskiego Komitetu Frontu Jedności Narodu w Kaliszu oficjalnie zainaugurowano obchody Tysiąclecia Państwa Polskiego.
- 1968 – Premiera filmu Żywot Mateusza w reżyserii Witolda Leszczyńskiego.
- 1978 – Premiera 1. odcinka serialu kostiumowego Znak orła w reżyserii Huberta Drapelli.
- 1979 – Po wybuchu gazu w Rotundzie PKO w Warszawie poprzedniego dnia, w wyniku którego zginęło 49 osób, a 77 odniosło obrażenia, ogloszono jednodniową żałobę narodową.
- 1985 – Założono Narciarski Klub Sportowy Dynamit Chorzów.
- 1990 – Rozpoczął działalność Zakład Karny Herby.
- 1997 – Wyemitowano premierowe wydanie programu informacyjnego TVP3 Białystok Obiektyw.
- 2006 – Studenci z Wyższej Szkoły Informatyki i Zarządzania w Rzeszowie, Wyższej Szkoły Europejskiej im. Ks. J. Tischnera w Krakowie oraz Wyższej Szkoły Zarządzania i Administracji w Zamościu otrzymali, jako pierwsi w Polsce, elektroniczne legitymacje studenckie.
- 2007 – Prezydent RP Lech Kaczyński ujawnił treść tzw. raportu Macierewicza dotyczącego likwidacji Wojskowych Służb Informacyjnych.

## Wydarzenia na świecie
- 1141 – Gejza II został koronowany w katedrze Panny Marii w Székesfehérvárze na króla Węgier i Chorwacji.
- 1214 – Wojska angielskie pod wodzą króla Jana bez Ziemi przeprawiły się na kontynent i zajęły francuski port La Rochelle.
- 1270 – Zwycięstwo wojsk litewskich nad krzyżackimi w bitwie pod Karuse.
- 1279 – Dionizy I został królem Portugalii.
- 1446 – Wielki książę moskiewski Wasyl II został oślepiony przez spiskowców.
- 1486 – Maksymilian I Habsburg został wybrany na króla Niemiec.
- 1576 – Nowo wybrany król Polski książę siedmiogrodzki Stefan Batory zaprzysiągł w Meggeszu Pacta conventa.
- 1646 – Angielska wojna domowa: zwycięstwo wojsk Parlamentu w bitwie pod Torrington.
- 1740 – Nicolò Spinola został dożą Genui.
- 1742 – Spencer Compton został premierem Wielkiej Brytanii.
- 1769 – Giovanni Battista Negrone został dożą Genui.
- 1778 – Papież Pius VI erygował diecezję Mérida (obecnie archidiecezja) w Wenezueli.
- 1784 – Jozue III został cesarzem Etiopii.
- 1786 – W Nowym Jorku przyszły prezydent USA James Monroe poślubił Elizabeth Kortright.
- 1804 – I wojna berberyjska: oddział amerykański pod wodzą porucznika Stephena Decatura dokonał rajdu na port w Trypolisie gdzie, wobec niemożności odzyskania uprowadzonego przez piratów okrętu USS „Philadelphia”, wysadził go w powietrze.
- 1810 – W wyniku trzęsienia ziemi na Krecie zginęło ok. 2 tys. osób.
- 1819 – Honoriusz V Grimaldi został księciem Monako.
- 1822 – W Neapolu odbyła się premiera opery Zelmira z muzyką Gioacchino Rossiniego i librettem Andrei Leone Tottoli.
- 1848 – Odbył się ostatni paryski koncert Fryderyka Chopina.
- 1862 – Wojna secesyjna: zwycięstwem wojsk Unii zakończyła się bitwa o Fort Donelson.
- 1899 – Założono islandzki klub piłkarski Reykjavíkur.
- 1900 – Niemcy, USA i Wielka Brytania zawarły układ na mocy którego przekazano Niemcom zachodnią część archipelagu Samoa.
- 1918 – Taryba proklamowała niepodległość Litwy.
- 1919 – W związku z upływem terminu, na jaki został zawarty rozejm w Compiègne, w Trewirze państwa Ententy i Republika Weimarska uzgodniły jego przedłużenie.
- 1923 – Howard Carter i George Herbert dokonali otwarcia komory grobowej faraona Tutanchamona.
- 1933 – Czechosłowacja, Rumunia i Jugosławia zawarły pakt Małej Ententy.
- 1934:
  - Zakończyła się pięciodniowa austriacka wojna domowa. Wojska austrofaszystowskiego rządu pokonały Republikanischer Schutzbund, działający z ramienia Socjaldemokratycznej Partii Austrii.
  - Z powodu niewypłacalności kanadyjskiej prowincji Nowa Fundlandia została zawieszona lokalna administracja.
- 1936:
  - Lewicowy Front Ludowy wygrał wybory parlamentarne w Hiszpanii.
  - Otwarto Muzeum Wojskowe im. Witolda Wielkiego w Kownie.
  - W niemieckim Garmisch-Partenkirchen zakończyły się IV Zimowe Igrzyska Olimpijskie.
- 1937 – Amerykanin Wallace Carothers opatentował nylon.
- 1939 – Pál Teleki został po raz drugi premierem Węgier.
- 1940 – U wybrzeży Norwegii załoga brytyjskiego niszczyciela HMS „Cossack” dokonała abordażu na niemiecki okręt „Altmark”, uwalniając 299 brytyjskich jeńców.
- 1941 – W londyńskim czasopiśmie „Wiadomości Polskie, Polityczne i Literackie” ukazał się pierwszy fragment poematu Kwiaty polskie Juliana Tuwima.
- 1942:
  - Bitwa o Atlantyk: niemieckie U-Booty zaatakowały rafinerię ropy na należącej do Holandii karaibskiej wyspie Aruba.
  - Wojna na Pacyfiku: na wyspie Bangka u wybrzeży Sumatry japońscy żołnierze zamordowali około 80 rozbitków z alianckich statków, wśród nich 21 australijskich pielęgniarek.
- 1943:
  - Włoskie wojska okupacyjne dokonały masakry 150 mieszkańców greckiej wsi Domenikon.
  - Wojna na Pacyfiku: u wybrzeża Nowej Brytanii został zatopiony przez Japończyków amerykański okręt podwodny USS „Amberjack” wraz z całą, 74-osobową załogą.
- 1945 – Wojna na Pacyfiku: rozpoczęła się bitwa o wyspę Corregidor.
- 1946 – W Pradze rozpoczęły się rokowania w sprawie zakończenia polsko-czechosłowackiego konfliktu granicznego.
- 1948 – Holendersko-amerykański astronom Gerard Kuiper odkrył Mirandę, najmniejszy z 5 głównych księżyców Urana.
- 1953 – W Mediolanie otwarto Narodowe Muzeum Nauki i Technologii im. Leonarda da Vinci.
- 1957:
  - Egipt pokonał Etiopię 4:0 w rozegranym w stolicy Sudanu Chartumie finale pierwszej edycji piłkarskiego Pucharu Narodów Afryki.
  - Premiera szwedzkiego filmu Siódma pieczęć w reżyserii Ingmara Bergmana.
- 1959 – Fidel Castro został premierem Kuby.
- 1964 – Willy Brandt został przewodniczącym Socjaldemokratycznej Partii Niemiec (SPD).
- 1966 – Francuzi przeprowadzili ostatni z siedemnastu próbnych wybuchów jądrowych na algierskiej Saharze.
- 1967 – Dokonano oblotu niemieckiego śmigłowca Bölkow Bo 105.
- 1971 – Zwodowano amerykański myśliwski okręt podwodny z napędem atomowym USS „Archerfish”.
- 1974 – Wszedł do służby amerykański krążownik rakietowy o napędzie atomowym USS „California”.
- 1981 – Rozpoczęła się 9. podróż apostolska Jana Pawła II (Pakistan, Filipiny, Guam, Japonia i Alaska).
- 1983 – W południowej Australii wybuchło ponad 180 pożarów, w których zginęło 75 osób (tzw. „środa popielcowa”).
- 1986 – Mário Soares wygrał wybory prezydenckie w Portugalii.
- 1987:
  - Paul Xuereb został p.o. prezydenta Malty.
  - W Jerozolimie rozpoczął się proces ukraińskiego zbrodniarza wojennego Iwana Demianiuka.
- 1988 – 7 osób zginęło, a 4 zostały ranne w strzelaninie w siedzibie firmy Electronic Systems Lab w Sunnyvale w Kalifornii.
- 1990:
  - Sam Nujoma został wybrany przez Zgromadzenie Konstytucyjne na pierwszego prezydenta niepodległej Namibii.
  - W Paryżu podpisano porozumienie między Klubem Paryskim a Polską, na mocy którego spłata 10 mld $ zadłużenia została rozłożona na okres 14 lat.
- 1992 – W wyniku ostrzelania przez izraelskie śmigłowce kolumny samochodów w południowym Libanie zginął lider Hamasu Abbas al-Musawi oraz jego żona, syn i czterech ochroniarzy.
- 1993 – Ponad 1000 osób zginęło w katastrofie promu „Neptune” na Haiti.
- 1998 – 202 osoby zginęły w katastrofie lotu China Airlines 676 na Tajwanie.
- 1999 – 16 osób zginęło, a 130 zostało rannych w serii sześciu zamachów bombowych w stolicy Uzbekistanu, Taszkencie.
- 2001 – W Podujevie w wyniku ataku albańskich ekstremistów na autobus wiozący grupę Serbów na groby swoich bliskich w Kosowie zginęło 12 osób, a 40 osób zostało rannych.
- 2005:
  - Definitywnie odwołano rozgrywki sezonu 2004/05 w NHL.
  - Po ratyfikowaniu przez Rosję wszedł w życie Protokół z Kioto.
- 2006:
  - Otwarto zbudowany na sztucznej wyspie Port lotniczy Kōbe w Japonii.
  - Zlikwidowano ostatni amerykański mobilny wojskowy szpital chirurgiczny (MASH).
- 2007 – 7 islamistów zostało skazanych na dożywotnie pozbawienie wolności, a 41 kolejnych na kary od 3 do 18 lat pozbawienia wolności w związku z zamachami bombowymi na żydowskie i brytyjskie obiekty w Stambule w listopadzie 2003 roku. 26 oskarżonych uniewinniono.
- 2008 – Co najmniej 46 osób zginęło w samobójczym zamachu bombowym na biuro Pakistańskiej Partii Ludowej w mieście Parachinar na północnym wschodzie kraju.
- 2009 – Jedyny zgłoszony kandydat Zillur Rahman został zatwierdzony przez Zgromadzenie Narodowe na urząd prezydenta Bangladeszu.
- 2013 – 110 osób zginęło, a około 200 zostało rannych w zamachu bombowym na bazarze w pakistańskim mieście Kweta.
- 2014 – 18 osób zginęło w katastrofie samolotu de Havilland Canada DHC-6 Twin Otter w Nepalu.
- 2015 – Rui Maria de Araújo został premierem Timoru Wschodniego.
- 2017 – W przeprowadzonym przez Państwo Islamskie samobójczym zamachu na suficką świątynię-grobowiec mistyka Lal Szachbaza Kalandara w pakistańskim Sehwanie zginęło 88 osób, a ponad 250 zostało rannych.
- 2022 – We wsi Ukika koło Puerto Williams na Ziemi Ognistej w Chile w wieku 93 lat zmarła Cristina Calderón, ostatnia osoba posługująca się językiem jagańskim.

## Urodzili się
- 1032 – Yingzong, cesarz Chin (zm. 1067)
- 1222 – Nichiren Daishōnin, japoński mnich buddyjski (zm. 1282)
- 1331 – Coluccio Salutati, florencki działacz polityczny i kulturalny (zm. 1406)
- 1465 – Achille Grassi, włoski kardynał (zm. 1523)
- 1470 – Eryk I Starszy, książę Brunszwiku-Calenbergu (zm. 1540)
- 1497 – Filip Melanchton, niemiecki humanista, reformator religijny, teoretyk protestantyzmu (zm. 1560)
- 1514 – Georg Joachim Rheticus, niemiecki matematyk, astronom (zm. 1574)
- 1519 – Gaspard de Coligny, francuski admirał, przywódca hugenotów (zm. 1572)
- 1580 – Giovanni Battista Deti, włoski kardynał (zm. 1630)
- 1614 – Christopher Merret, angielski biolog, lekarz (zm. 1695)
- 1620 – Fryderyk Wilhelm I Hohenzollern, elektor Brandenburgii i książę Prus (zm. 1688)
- 1636 – Gottfried Kapaun von Swoykow, czeski duchowny katolicki, biskup hradecki (zm. 1701)
- 1641 – Taddeo Luigi dal Verme, włoski duchowny katolicki, biskup Ferrary, kardynał (zm. 1717)
- 1679 – Fryderyk Wilhelm, książę Saksonii-Meiningen (zm. 1743)
- 1684 – Bohuslav Matěj Černohorský, czeski kompozytor, organista (zm. 1742)
- 1698:
  - Pierre Bouguer, francuski astronom, geodeta (zm. 1758)
  - Johann Elias Ridinger, niemiecki malarz, grafik, rysownik (zm. 1767)
- 1726 – Friedrich von der Trenck, pruski pisarz, wojskowy (zm. 1794)
- 1727 – Nikolaus Joseph von Jacquin, holendersko-austriacki lekarz, chemik, botanik (zm. 1817)
- 1731 – Marcello Bacciarelli, włoski malarz portrecista (zm. 1818)
- 1740 – Giambattista Bodoni, włoski drukarz, zecer, wydawca (zm. 1813)
- 1742 – Renat Maria Andrieux, francuski jezuita, męczennik, błogosławiony (zm. 1792)
- 1747 – Henryk XIII, książę Reuß zu Greiz, austriacki dyplomata (zm. 1817)
- 1757 – Julian Ursyn Niemcewicz, polski pisarz, działacz społeczno-kulturalny, polityk (zm. 1841)
- 1761 – Jean-Charles Pichegru, francuski generał (zm. 1804)
- 1772 – Friedrich Gilly, niemiecki architekt (zm. 1800)
- 1774 – Pierre Rode, francuski skrzypek, kompozytor (zm. 1830)
- 1792 – Grzegorz Jachimowicz, ukraiński duchowny greckokatolicki, arcybiskup metropolita lwowski (zm. 1863)
- 1799 – Heinrich von Kittlitz, pruski oficer marynarki, rysownik, odkrywca, naturalista (zm. 1874)
- 1801:
  - C.J.A.H. Hoffmann, niemiecki kompozytor (zm. 1843)
  - Konstantyn, książę Hohenzollern-Hechingen (zm. 1869)
- 1802 – Carl Abraham Mankell, szwedzki kompozytor (zm. 1868)
- 1804:
  - Johann Anton Ernst von Schaffgotsche, austriacki duchowny katolicki, biskup pomocniczy ołomuniecki, biskup brneński (zm. 1870)
  - Carl von Siebold, niemiecki zoolog, anatom (zm. 1885)
- 1805 – Edmund Walker Head, brytyjski administrator kolonialny (zm. 1868)
- 1808 – Franz Kaspar Drobe, niemiecki duchowny katolicki, biskup Paderborn (zm. 1891)
- 1812 – Henry Wilson, amerykański polityk, wiceprezydent USA (zm. 1875)
- 1813 – Semen Hułak-Artemowski, ukraiński śpiewak operowy (baryton), kompozytor (zm. 1873)
- 1815 – Wilhelm Sponneck, duński ekonomista, polityk (zm. 1888)
- 1821:
  - Heinrich Barth, niemiecki geograf, podróżnik, filolog (zm. 1865)
  - Józef Kenig, polski dziennikarz, krytyk (zm. 1900)
- 1822 – Francis Galton, brytyjski podróżnik, przyrodnik, antropolog, eugenik, wynalazca, meteorolog, pisarz, lekarz, psychometra, statystyk (zm. 1911)
- 1824 – Clara Jessup Moore, amerykańska filantropka, pisarka, poetka (zm. 1899)
- 1831 – Nikołaj Leskow, rosyjski pisarz (zm. 1895)
- 1833 – Józef Szermentowski, polski malarz (zm. 1876)
- 1834 – Ernst Haeckel, niemiecki biolog, filozof, podróżnik (zm. 1919)
- 1835 – Adolf Donndorf, niemiecki rzeźbiarz (zm. 1916)
- 1836 – Bogdan Petriceicu-Haşdeu, rumuński pisarz, filolog, historyk (zm. 1907)
- 1838 – Henry Brooks Adams, amerykański historyk (zm. 1918)
- 1841:
  - Antonio Cortina Farinós, hiszpański malarz, rzeźbiarz (zm. 1890)
  - Armand Guillaumin, francuski malarz, litograf (zm. 1927)
- 1844 – James Guillaume, szwajcarski anarchista (zm. 1916)
- 1847 – Philipp Scharwenka, niemiecki kompozytor (zm. 1917)
- 1848:
  - Octave Mirbeau, francuski pisarz, dramaturg, krytyk sztuki, dziennikarz (zm. 1917)
  - Hugo de Vries, holenderski botanik, genetyk (zm. 1935)
- 1852 – Charles Taze Russell, amerykański duchowny protestancki, reformator religijny (zm. 1916)
- 1864 – Hermann Stehr, niemiecki pisarz (zm. 1940)
- 1866 – Johann Strauss (wnuk), austriacki kompozytor (zm. 1939)
- 1868 – Wilhelm Schmidt, niemiecki etnolog, językoznawca, religioznawca (zm. 1954)
- 1871 – Arthur Ponsonby, brytyjski arystokrata, polityk (zm. 1946)
- 1873 – Wacław Kłoczkowski, polski i rosyjski kontradmirał (zm. 1930)
- 1874 – Helena Ottawowa, polska pianistka, pedagog (zm. 1948)
- 1875:
  - John Duha, amerykański gimnastyk (zm. 1940)
  - Anna Tumarkin, rosyjska filozof (zm. 1951)
- 1876:
  - Paul Albert, niemiecki kolarz torowy (zm. 1903)
  - Mack Swain, amerykański aktor (zm. 1935)
  - George Macaulay Trevelyan, brytyjski historyk (zm. 1962)
- 1878:
  - Pamela Colman Smith, brytyjska malarka (zm. 1951)
  - Selim Palmgren, fiński pianista, kompozytor (zm. 1951)
- 1879 – Amelia Rotter-Jarnińska, polska aktorka (zm. 1942)
- 1884:
  - Robert J. Flaherty, amerykański podróżnik, kartograf (zm. 1951)
  - Yasuda Yukihiko, japoński malarz (zm. 1978)
- 1889 – Carl-Oscar Girsén, fiński żeglarz sportowy (zm. 1930)
- 1893:
  - Julian Grobelny, polski działacz socjalistyczny, przewodniczący Żegoty (zm. 1944)
  - Michaił Tuchaczewski, radziecki dowódca wojskowy, marszałek ZSRR (zm. 1937)
- 1895 – Franciszek Kuszel, białoruski działacz narodowy, kolaborant (zm. 1969)
- 1897:
  - Jan Cybis, polski malarz (zm. 1972)
  - Anna Pankratowa radziecka historyk, polityk (zm. 1957)
- 1898 – Katharine Cornell, amerykańska aktorka (zm. 1974)
- 1900:
  - Zygfryd Kosicki, polski piłkarz, trener (zm. 1975)
  - Wiktor Piotrowicz, polski urzędnik, historyk, publicysta, krytyk literacki (zm. 1954)
  - Józef Szmechta, polski budowlaniec, powstaniec śląski, oficer dywersyjnej grupy „Wawelberga“, komendant śląskiego okręgu AK (zm. 1942)
- 1901:
  - Stanisław Bodych, polski żołnierz AK (zm. 1944)
  - Chester Morris, amerykański aktor (zm. 1970)
  - Mario Pei, włoski lingwista, poliglota (zm. 1978)
  - Tadeusz Szetela, polski polityk, poseł na Sejm RP (zm. 1983)
- 1902:
  - Nina Rydzewska, polska poetka, pisarka (zm. 1958)
  - Zhang Yuzhe, chiński astronom, wykładowca akademicki (zm. 1986)
- 1903:
  - Edgar Bergen, amerykański aktor, brzuchomówca (zm. 1978)
  - Ludwig Eichholz, niemiecki pedagog, polityk (zm. 1964)
  - Ferenc Pákozdy, węgierski językoznawca, poeta, tłumacz (zm. 1992)
- 1904:
  - Władysław Dziewulski, polski historyk, wykładowca akademicki (zm. 1981)
  - Daniił Elkonin, rosyjski psycholog, wykładowca akademicki (zm. 1984)
  - Józef Górski, polski prawnik, wykładowca akademicki (zm. 1983)
  - George Kennan, amerykański dyplomata, sowietolog (zm. 2005)
  - Mieczysław Wróblewski, polski kompozytor, dyrygent (zm. 1999)
- 1906:
  - Władysław Łukasiuk, polski kapitan, żołnierz AK, uczestnik podziemia antykomunistycznego (zm. 1949)
  - Vera Menchik, brytyjska szachistka pochodzenia czeskiego (zm. 1944)
- 1907:
  - László Rajcsányi, węgierski szablista (zm. 1992)
  - Roman Romkowski, polski działacz komunistyczny, generał brygady MBP, polityk, zbrodniarz stalinowski pochodzenia żydowskiego (zm. 1968)
- 1909 – Józef Ryszard Diez, hiszpański augustianin rekolekta, męczennik, błogosławiony (zm. 1936)
- 1910 – Jewgienij Gołubiew, rosyjski kompozytor (zm. 1988)
- 1911:
  - Józef Duda, polski botanik, mikrobiolog, wykładowca akademicki (zm. 1959)
  - Władimir Siemionow, radziecki polityk, dyplomata (zm. 1992)
- 1913 – Keriman Halis, turecka laureatka konkursów piękności, modelka, pianistka (zm. 2012)
- 1914 – Jimmy Wakely, amerykański piosenkarz, gitarzysta, aktor (zm. 1982)
- 1915:
  - Albin Łakomy, polski pilot (zm. 1994)
  - Jan Papuga, polski marynarz, pisarz (zm. 1974)
  - Edmund Wiśniewski, polski aktor, śpiewak (zm. 1971)
- 1916:
  - Julien Darui, francuski piłkarz, bramkarz, trener (zm. 1987)
  - Gustaf Josefsson, szwedzki piłkarz (zm. 1983)
- 1917 – Tadeusz Wilgat, polski geograf, hydrogeograf, działacz społeczny (zm. 2005)
- 1918:
  - Walt Faulkner, amerykański kierowca wyścigowy (zm. 1956)
  - Karsten Konow, norweski żeglarz sportowy (zm. 1945)
- 1919 – Natalia Rolleczek, polska pisarka (zm. 2019)
- 1920:
  - Tony Crook, brytyjski kierowca wyścigowy (zm. 2014)
  - William Edward Murray, australijski duchowny katolicki, biskup Wollongong (zm. 2013)
- 1921:
  - Jean Behra, francuski kierowca wyścigowy (zm. 1959)
  - Vera-Ellen, amerykańska aktorka, tancerka (zm. 1981)
  - Hua Guofeng, chiński polityk, premier Chin (zm. 2008)
  - Andrzej Samuel Kostrowicki, polski geograf, wykładowca akademicki (zm. 2007)
  - Pierre Pasquini, francuski prawnik, samorządowiec, polityk (zm. 2006)
  - James Shannon, amerykański duchowny katolicki, biskup pomocniczy Saint Paul i Minneapolis (zm. 2003)
  - Gabriel Temkin, polski ekonomista, wykładowca akademicki (zm. 2006)
- 1922:
  - Henryk Hałas, polski polityk, poseł na Sejm PRL (zm. 1980)
  - Stephen Macknowski, amerykański kajakarz, kanadyjkarz (zm. 2013)
  - Joseph Mermans, belgijski piłkarz (zm. 1996)
  - Wiesław Ociepka, polski polityk, poseł na Sejm PRL, minister spraw wewnętrznych, działacz sportowy (zm. 1973)
  - Jerzy Rządkowski, polski podporucznik, żołnierz AK, uczestnik powstania warszawskiego (zm. 1944)
  - Heinz-Wolfgang Schnaufer, niemiecki pilot wojskowy, as myśliwski (zm. 1950)
  - Henri Sensever, francuski kolarz torowy i szosowy (zm. 2009)
  - Rudolf Teschner, niemiecki szachista, publicysta (zm. 2006)
  - Hans Zoller, szwajcarski bobsleista (zm. 2020)
- 1923:
  - Ludwig Bauer, niemiecki pułkownik (zm. 2020)
  - Jiří David, czechosłowacki lekkoatleta, sprinter (zm. 1997)
  - Irena Kąkol, polska spikerka radiowa (zm. 2006)
  - Béla Pálfi, jugosłowiański piłkarz pochodzenia węgierskiego (zm. 1995)
  - Witalis Skorupka, polski pułkownik, żołnierz AK, działacz kombatancki (zm. 2024)
  - Samuel Willenberg, izraelski rzeźbiarz, malarz (zm. 2016)
- 1924:
  - Hanna Bedryńska, polska aktorka (zm. 2009)
  - Frank Saul, amerykański koszykarz (zm. 2019)
- 1925:
  - Karol Anbild, polski kompozytor, dyrygent, pedagog (zm. 2008)
  - Jerzy Orłowski, polski piłkarz (zm. 2015)
  - François-Xavier Ortoli, francuski polityk, przewodniczący Komisji Europejskiej (zm. 2007)
  - Kōichirō Tomita, japoński astronom (zm. 2006)
- 1926:
  - David C.H. Austin, brytyjski pisarz, ogrodnik, twórca wielu odmian róż (zm. 2018)
  - Kazimierz Brusikiewicz, polski aktor (zm. 1989)
  - Margot Frank, Holenderka pochodzenia żydowskiego, ofiara Holocaustu (zm. 1945)
  - John Schlesinger, brytyjski reżyser filmowy (zm. 2003)
  - Elemér Szatmári, węgierski pływak (zm. 1971)
- 1927:
  - Ludwig Averkamp, niemiecki duchowny katolicki, arcybiskup metropolita Hamburga (zm. 2013)
  - June Brown, brytyjska aktorka (zm. 2022)
  - Jerzy Korczak, polski pisarz (zm. 2021)
  - Alfredo Magarotto, włoski duchowny katolicki, biskup Vittorio Veneto (zm. 2021)
- 1928:
  - Pedro Casaldáliga Plá, hiszpański duchowny katolicki, biskup prałat São Félix w Brazylii (zm. 2020)
  - Stefania Iwińska, polska aktorka (zm. 1988)
  - Lucio Manisco, włoski dziennikarz, publicysta, polityk, eurodeputowany (zm. 2025)
- 1929:
  - Gerhard Hanappi, austriacki piłkarz (zm. 1980)
  - Bronisława Orawiec-Löffler, polska stomatolog, działaczka społeczna (zm. 2010)
  - Kazimierz Kutz, polski reżyser filmowy, telewizyjny i teatralny, scenarzysta filmowy, polityk, senator i poseł na Sejm RP (zm. 2018)
  - Petko Sirakow, bułgarski zapaśnik (zm. 1996)
  - Włodzimierz Stępiński, polski dziennikarz radiowy, aktor niezawodowy (zm. 2000)
- 1930:
  - Jerzy Jasiński, polski prawnik, kryminolog (zm. 1998)
  - Peggy King, amerykańska piosenkarka
  - Nedjeljko Mihanović, serbski literaturoznawca, pisarz, polityk (zm. 2022)
  - Jack Sears, brytyjski przedsiębiorca, kierowca wyścigowy, pisarz (zm. 2016)
  - William Lloyd Standish, amerykański prawnik (zm. 2015)
- 1931:
  - Bobby Collins, szkocki piłkarz, trener (zm. 2014)
  - Jan Kauder, polski piłkarz (zm. 1990)
  - Edmund Kowal, polski piłkarz (zm. 1960)
  - Armindo Lopes Coelho, portugalski duchowny katolicki, biskup Viana do Castelo i Porto (zm. 2010)
  - Tadeusz Niewiadomski, polski rzeźbiarz, żołnierz AK (zm. 2006)
  - Ken Takakura, japoński aktor (zm. 2014)
- 1932:
  - Aharon Appelfeld, izraelski prozaik, poeta (zm. 2018)
  - Ryszard Bender, polski historyk, publicysta, wykładowca akademicki, polityk, poseł na Sejm PRL i senator RP (zm. 2016)
  - Denis Houf, belgijski piłkarz (zm. 2012)
  - Ahmad Tejan Kabbah, sierraleoński polityk, prezydent Sierra Leone (zm. 2014)
  - Lucyna Szubel, polska poetka (zm. 2020)
  - Tadeusz Leszek Wierzbicki, polski inżynier, chemik (zm. 2017)
- 1933:
  - Ryszard Danielewski, polski dziennikarz, publicysta (zm. 1990)
  - Zdzisław Ostrowski, polski generał brygady (zm. 2019)
  - Wiesław Żelazko, polski matematyk, wykładowca akademicki
- 1934:
  - August Coppola, amerykański pisarz, wykładowca, mecenas sztuki pochodzenia włoskiego (zm. 2009)
  - Antoni Kost, polski lekarz, działacz mniejszości niemieckiej, polityk, poseł na Sejm RP
  - Nikoła Pyrczanow, bułgarski piłkarz, bramkarz (zm. 2014)
- 1935:
  - Sonny Bono, amerykański piosenkarz, producent muzyczny, polityk (zm. 1998)
  - Kazimierz Budek, polski piłkarz (zm. 2025)
  - Iwan Połozkow, radziecki polityk
- 1936:
  - Carl Icahn, amerykański miliarder pochodzenia żydowskiego
  - Fernando Solanas, argentyński reżyser i scenarzysta filmowy, polityk (zm. 2020)
  - Tadeusz Swat, polski historyk, krytyk literacki, publicysta (zm. 2005)
- 1937:
  - Paul Bailey, brytyjski pisarz (zm. 2024)
  - Walentin Bondarienko, radziecki porucznik pilot, kosmonauta (zm. 1961)
  - Bohdan Gonsior, polski szpadzista
  - Nur Hassan Hussein, somalijski polityk, premier Somalii (zm. 2020)
  - Barbara Szydłowska-Żelazny, polska koszykarka (zm. 2011)
- 1938:
  - William Brennan, australijski duchowny katolicki, biskup Wagga Wagga (zm. 2013)
  - Sammy Chapman, północnoirlandzki piłkarz (zm. 2019)
  - John Corigliano, amerykański kompozytor, pedagog pochodzenia włoskiego
  - Tadeusz Nikodemowicz, polski hokeista, trener
  - Barry Primus, amerykański aktor, reżyser filmowy
- 1939:
  - Sergio Bianchetto, włoski kolarz torowy
  - Angelo Infanti, włoski aktor, producent filmowy (zm. 2010)
  - Władysław Kandefer, polski polityk, poseł na Sejm RP (zm. 2005)
  - Czesław Niemen, polski muzyk, wokalista, kompozytor, autor tekstów (zm. 2004)
- 1940:
  - Roberto Innocenti, włoski ilustrator
  - Louis Lauga, francuski rolnik, polityk
  - Włodzimierz Łuszczykiewicz, polski dziennikarz radiowy, felietonista, autor tekstów piosenek, scenarzysta filmów animowanych (zm. 1994)
- 1941:
  - Kim Dzong Il, północnokoreański przywódca komunistyczny (zm. 2011)
  - Andrzej Perka, polski koszykarz
  - Josef Schnusenberg, niemiecki działacz piłkarski, prezes klubu FC Schalke 04 (zm. 2024)
  - Andrzej Sołtan, polski historyk, varsavianista, muzealnik
- 1942 – Georgina Dufoix, francuska działaczka samorządowa, polityk
- 1943:
  - Ray Brown, australijski zapaśnik
  - Cristián Caro Cordero, chilijski duchowny katolicki, arcybiskup Puerto Montt
  - Carmen Smith-Brown, jamajska lekkoatletka, płotkarka i sprinterka
  - Adam Szmidt, polski nauczyciel, samorządowiec, burmistrz Lądka-Zdroju (zm. 2021)
- 1944:
  - Klaudiusz Balcerzak, polski przedsiębiorca, samorządowiec, polityk, poseł na Sejm RP
  - Richard Ford, amerykański pisarz
  - Sigiswald Kuijken, belgijski dyrygent, skrzypek, altowiolista
  - António Monteiro, kabowerdyjski polityk, prezydent Republiki Zielonego Przylądka (zm. 2016)
  - Nina Statkiewicz, rosyjska łyżwiarka szybka
- 1945:
  - Jeremy Bulloch, brytyjski aktor (zm. 2020)
  - La. Ganesan, indyjski polityk, gubernator Manipuru, Bengalu Zachodniego i Nagalandu (zm. 2025)
  - Julio Morales, urugwajski piłkarz, trener (zm. 2022)
  - Marek Pacuła, polski dziennikarz, scenarzysta, reżyser, satyryk, autor tekstów piosenek (zm. 2017)
  - Franciszek Richert, polski działacz państwowy i sportowy, wicewojewoda gdański (zm. 2024)
  - August Starek, austriacki piłkarz, trener
- 1946:
  - Ian Lavender, brytyjski aktor (zm. 2024)
  - Ołeksandr Szaparenko, ukraiński kajakarz
  - Leszek Wodzyński, polski lekkoatleta, płotkarz (zm. 1999)
- 1947:
  - Veríssimo Correia Seabra, gwinejski generał, polityk, p.o. prezydenta Gwinei Bissau (zm. 2004)
  - Jaroslav Kubera, czeski samorządowiec, polityk, przewodniczący Senatu (zm. 2020)
- 1948:
  - John Fleming, irlandzki duchowny katolicki, biskup Killali
  - Jaromír Hanzlík, czeski aktor
  - Bogdan Kulik, polski perkusista jazzowy (zm. 2021)
  - Armando Trasarti, włoski duchowny katolicki, biskup Fano-Fossombrone-Cagli-Pergola
- 1949:
  - Andrzej Coryell, polski pisarz, aforysta, malarz, rzeźbiarz
  - Edward Dajczak, polski duchowny katolicki, biskup koszalińsko-kołobrzeski
  - Metody (Niemcow), rosyjski biskup prawosławny
- 1950:
  - Peter Hain, brytyjski polityk
  - Joël Prévost, francuski piosenkarz
  - Danuta Stachyra, polska lektorka, spikerka radiowa
- 1951:
  - Franz-Josef Bode, niemiecki duchowny katolicki, biskup Osnabrücka
  - János Kocsis, węgierski zapaśnik (zm. 2025)
  - Józef Kopicera, polski piłkarz, trener
  - Juan Carlos Oblitas, peruwiański piłkarz, trener
  - Alain Rousset, francuski polityk, prezydent regionu Nowa Akwitania
- 1952:
  - Edward Korfanty, polski szermierz, trener
  - Dariusz Kwiatkowski, polski koszykarz (zm. 2016)
  - Iwo Papazow, bułgarski klarnecista pochodzenia romskiego
- 1953:
  - Hunt Block, amerykański aktor
  - Marek Wejtko, polski dyplomata, urzędnik państwowy, wiceminister gospodarki (zm. 2025)
  - Roberta Williams, amerykańska projektantka gier komputerowych
  - Marek Zaionc, polski matematyk, wykładowca akademicki
  - Zamira Zajcewa, uzbecka lekkoatletka, biegaczka średnio- i długodystansowa
- 1954:
  - Iain Banks, brytyjski pisarz (zm. 2013)
  - Margaux Hemingway, amerykańska aktorka, modelka (zm. 1996)
  - Markijan Malski, ukraiński geograf, politolog, dyplomata
  - Petros Rawusis, grecki piłkarz
- 1955:
  - Liria Bégéja, francuska reżyserka i scenarzysta filmowa pochodzenia albańskiego
  - Pierre Durand, francuski jeździec sportowy
  - Steve Roach, amerykański twórca i wykonawca muzyki elektronicznej
  - Finn Thomsen, duński żużlowiec
- 1956:
  - Carlos Aragonés, boliwijski piłkarz, trener
  - Antonín Basler, czeski duchowny katolicki, biskup pomocniczy ołomuniecki
  - James Ingram, amerykański piosenkarz, multiinstrumentalista, producent muzyczny, autor tekstów (zm. 2019)
  - Krzysztof Popiołek, polski polityk, poseł na Sejm RP
  - Bodo Ramelow, niemiecki polityk, premier Turyngii
  - Zbigniew Tłuczyński, polski piłkarz ręczny, trener
- 1957:
  - LeVar Burton, amerykański aktor, reżyser
  - Stanisława Cych, polska lekkoatletka, biegaczka średniodystansowa
  - Jerzy Fryckowski, polski poeta, krytyk literacki
  - Jerzy Garpiel, polski piłkarz ręczny
  - Michaił Madanski, bułgarski piłkarz, trener
- 1958:
  - Ice-T, amerykański raper, aktor
  - Lisa Loring, amerykańska aktorka (zm. 2023)
  - Thomas Neylon, brytyjski duchowny katolicki, biskup pomocniczy Liverpoolu
  - Oscar Schmidt, brazylijski koszykarz
  - Jerzy Styczyński, polski gitarzysta, członek zespołu Dżem
  - Herb Williams, amerykański koszykarz, trener
- 1959:
  - Ken Buck, amerykański polityk, kongresman
  - John McEnroe, amerykański tenisista
  - Sławomir Pajor, polski samorządowiec, prezydent Stargardu (zm. 2017)
- 1960:
  - Olga Antonowa, rosyjski lekkoatleta, sprinter
  - Piotr Bajor, polski aktor
  - Abd Allah al-Baluszi, kuwejcki piłkarz
  - Vilson Basso, brazylijski duchowny katolicki, biskup Imperatriz
  - Rosaria Capacchione, włoska dziennikarka, polityk
  - Tineke Huizinga, holenderska polityk
  - Danka Jarzyńska, polska rzeźbiarka
  - Waldemar Marszałek, polski malarz
  - Henn Põlluaas, estoński samorządowiec, polityk, przewodniczący Riigikogu
  - Segundo Tejado Muñoz, hiszpański duchowny katolicki, podsekretarz dykasterii ds. Integralnego Rozwoju Człowieka
  - Pete Willis, brytyjski gitarzysta, członek zespołu Def Leppard
- 1961:
  - Jelena Gołowina, rosyjska biathlonistka
  - Aleksander Roszkowski, polski malarz
  - Maritza Sayalero, wenezuelska laureatka konkursów piękności, modelka
  - Jörg Schmidt, niemiecki kajakarz, kanadyjkarz (zm. 2022)
  - Dymitr (Sziolaszwili), gruziński biskup prawosławny
  - Andy Taylor, brytyjski gitarzysta, członek zespołu Duran Duran
  - Sotirios Zarianopulos, grecki związkowiec, polityk, eurodeputowany
- 1962:
  - John Balance, brytyjski muzyk, członek zespołu Coil (zm. 2004)
  - Grażyna Błęcka-Kolska, polska aktorka
  - Joanna Sarapata, polska malarka
- 1964:
  - Bebeto, brazylijski piłkarz
  - Christopher Eccleston, brytyjski aktor
  - Walentina Jegorowa, rosyjska lekkoatletka, maratonka
- 1965:
  - Onécimo Alberton, brazylijski duchowny katolicki, biskup Rio de Sul
  - Adama Barrow, gambijski polityk, prezydent Gambii
  - Robert Emmijan, ormiański lekkoatleta, skoczek w dal
  - Dave Lombardo, amerykański perkusista
  - Valérie Trierweiler, francuska dziennikarka
- 1966:
  - Makszarip Auszew, inguszetyjski przedsiębiorca, polityk (zm. 2009)
  - Wojciech Kurpiewski, polski kajakarz (zm. 2016)
  - Vítor Paneira, portugalski piłkarz, trener
  - Niklas Zennström, szwedzki programista komputerowy, przedsiębiorca
- 1967:
  - Gintaras Bačanskas, litewski koszykarz
  - Hanne Hogness, norweska piłkarka ręczna
  - Eluned Morgan, brytyjska poetka
  - Gaby Nestler, niemiecka biegaczka narciarska
  - Andrzej Ryniak, polski hokeista
  - Roman Zub, ukraiński piłkarz, trener
- 1968:
  - Dorota Arciszewska-Mielewczyk, polska polityk, poseł na Sejm i senator RP
  - Warren Ellis, brytyjski pisarz, scenarzysta komiksowy i telewizyjny
  - Adina Vălean, rumuńska polityk, eurodeputowana
  - Ołena Żyrko, ukraińska koszykarka
- 1969:
  - Fermín Cacho, hiszpański lekkoatleta, średniodystansowiec
  - Jurijs Hudjakovs, łotewski piłkarz, trener pochodzenia rosyjskiego
  - Ken’ichi Suzuki, japoński zapaśnik
  - Anne Swärd, szwedzka pisarka, ilustratorka
  - Dimas Teixeira, portugalski piłkarz
- 1970:
  - Mark Atkinson, nowozelandzki piłkarz
  - Angelo Cipolloni, włoski lekkoatleta, sprinter
  - Nailea Norvind, meksykańska aktorka
  - Serdar Ortaç, turecki piosenkarz, kompozytor
  - Angelo Peruzzi, włoski piłkarz, bramkarz
  - Thomas Poulsen, duński wioślarz
  - Peter Schlickenrieder, niemiecki biegacz narciarski
  - Armand Van Helden, amerykański muzyk house'owy, remikser
- 1971:
  - Ibrahima Diarra, burkiński piłkarz, bramkarz
  - Liliana Fabisińska, polska dziennikarka, pisarka
  - Amanda Holden, brytyjska aktorka
  - Jędrzej Kędziora, polski piłkarz, bramkarz
  - Yuka Mitadera, japońska zapaśniczka
  - Daniel Nzika, kongijski duchowny katolicki, biskup Impfondo
  - Paolo Poggi, włoski piłkarz
  - Jacek Rempała, polski żużlowiec
- 1972:
  - Grit Breuer, niemiecka lekkoatletka, sprinterka
  - Vicki Butler-Henderson, brytyjska kierowczyni wyścigowa, prezenterka telewizyjna
  - Sarah Clarke, amerykańska aktorka
  - Kersley Gardenne, maurytyjski lekkoatleta, tyczkarz
  - Alexandre García, brazylijski judoka
  - Mychajło Podolak, ukraiński dziennikarz, polityk
  - Krzysztof Rojek, polski bokser
  - Wojciech Wencel, polski poeta, eseista, felietonista, krytyk literacki
  - Piotr Zaradny, polski kolarz szosowy
- 1973:
  - Lene Barlie, norweska zapaśniczka
  - Christian Bassedas, argentyński piłkarz
  - Jarosław Budnik, polski aktor, prezenter radiowy i telewizyjny
  - Krzysztof Frankenstein, polski samorządowiec, burmistrz Sławna
  - Cathy Freeman, australijska lekkoatletka, sprinterka
  - Hans-Peter Lindstrøm, norweski twórca muzyki elektronicznej
  - Luís Montenegro, portugalski prawnik, polityk, premier Portugalii
  - Andriej Smiecki, rosyjski kierowca wyścigowy
  - Ryūji Tabuchi, japoński piłkarz
  - Yoon Jong-hwan, południowokoreański piłkarz
- 1974:
  - Tisir Al-Antaif, saudyjski piłkarz, bramkarz
  - Mahershala Ali, amerykański aktor
  - Ruslan Biktyakov, uzbecki zapaśnik
  - José Dominguez, portugalski piłkarz
  - Fanis Katerjanakis, grecki piłkarz, bramkarz
  - Tomasz Kucharski, polski wioślarz, polityk, poseł na Sejm RP
  - Robert Michniewski, polski lekkoatleta, trójskoczek i skoczek wzwyż
  - Olgierd Moskalewicz, polski piłkarz
  - Nicolás Ramírez, meksykański piłkarz
- 1975:
  - Nanase Aikawa, japońska piosenkarka
  - Karolina Bułat, polska tenisistka
  - Isaac Bustos, meksykański bokser
  - Dominik Czubek, polski koszykarz
  - Sebastian Kolasiński, polski łyżwiarz figurowy
  - Petr Konečný, czeski siatkarz
  - Emilia Nazaruk, polska piosenkarka, wiolonczelistka, pedagog
  - Rustam Rahimov, niemiecki bokser pochodzenia tadżyckiego
  - Rebecca Shoichet, kanadyjska piosenkarka, aktorka głosowa
- 1976:
  - Patricia Castañeda, kolumbijska aktorka
  - Magdalena Dąbrowska, polska aktorka
  - Dragana Golik, jugosłowiańska lekkoatletka, tyczkarka
  - Kyo, japoński wokalista, członek zespołu Dir En Grey
  - Lazaros Loizidis, grecki zapaśnik
  - Joe Odagiri, japoński aktor, reżyser, muzyk
  - Keith O’Neill, irlandzki piłkarz
  - Ping Huiniu, chiński zapaśnik
  - Henrik Rydström, szwedzki piłkarz, trener
  - Tuomas Sammelvuo, fiński siatkarz, trener
  - Marcin Ułanowski, polski perkusista, członek zespołu Sistars
  - Valerie Viehoff, niemiecka wioślarka
- 1977:
  - André Allard, francuski judoka
  - Ahman Green, amerykański futbolista
  - Antoni (Kripak), ukraiński biskup prawosławny
  - Wojciech Kruczek, Komendant Główny Państwowej Straży Pożarnej
  - Aleksiej Morozow, rosyjski hokeista
  - Edyta Sibiga, polska lekkoatletka, skoczkini w dal
  - Elīna Siliņa, łotewska bizneswoman, polityk
  - Brad Walst, kanadyjski basista, członek zespołu Billy Talent
- 1978:
  - Vala Flosadóttir, islandzka lekkoatletka, tyczkarka
  - Tia Hellebaut, belgijska lekkoatletka, skoczkini wzwyż
  - Diego Pozo, argentyński piłkarz, bramkarz
  - John Tartaglia, amerykański lalkarz, aktor i piosenkarz
  - Lubow Tołkalina, rosyjska aktorka
- 1979:
  - Héctor Bracamonte, argentyński piłkarz
  - Bartłomiej Chmielowiec, polski radca prawny, urzędnik państwowy
  - Stéphane Dalmat, francuski piłkarz
  - Agnieszka Falasa, polska lekkoatletka, skoczkini wzwyż
  - Tomasz Kozłowski, polski siatkarz
  - Valentino Rossi, włoski motocyklista wyścigowy
  - Simone Vanni, włoski florecista
- 1980:
  - Alina Czyżewska, polska aktorka
  - Jang Yun-jeong, południowokoreańska piosenkarka
  - Agim Kaba, amerykański aktor, producent filmowy i telewizyjny pochodzenia albańskiego
  - Daniel (Kuzniecow), rosyjski biskup prawosławny
  - Serhij Nazarenko, ukraiński piłkarz
  - Longineu W. Parsons III, amerykański perkusista, członek zespołu Yellowcard pochodzenia francuskiego
  - Irene Pelayo, hiszpańska lekkoatletka, biegaczka długodystansowa i przełajowa
  - Seyfo Soley, gambijski piłkarz
  - Ricardo Torres, kolumbijski bokser
- 1981:
  - Jenny Kallur, szwedzka lekkoatletka, płotkarka
  - Susanna Kallur, szwedzka lekkoatletka, płotkarka
  - Aleksandra Kwaśniewska, polska dziennikarka telewizyjna
  - Anna Szafraniec, polska kolarka górska
  - Qyntel Woods, amerykański koszykarz
- 1982:
  - Anis Ayari, tunezyjski piłkarz
  - Radosław Fogiel, polski samorządowiec, polityk, poseł na Sejm RP
  - Michaił Jakubow, rosyjski hokeista, trener
  - Jean-Paul Kalala, kongijski piłkarz
  - Prodromos (Katsulis), grecki biskup prawosławny
  - Lupe Fiasco, amerykański raper
  - Rickie Lambert, angielski piłkarz
  - Liu Jia, austriacka tenisistka stołowa pochodzenia chińskiego
  - Man Pei Tak, hongkoński piłkarz
  - Francesco Modesto, włoski piłkarz
  - María Paz Ausín, chilijska lekkoatletka, tyczkarka
  - Barbara Thaler, austriacka polityk, eurodeputowana
  - Josh Thigpen, amerykański strongman
- 1983:
  - Charlet Chung, amerykańska aktorka
  - Agyness Deyn, brytyjska modelka
  - Miglena Markowa, bułgarska wioślarka
  - Tuomo Ruutu, fiński hokeista
- 1984:
  - Sofia Arvidsson, szwedzka tenisistka
  - Serhij Czernenko, ukraiński hokeista
  - Maciej Gorzkiewicz, polski siatkarz
  - Oussama Mellouli, tunezyjski pływak
  - Cristopher Nihlstorp, szwedzki hokeista, bramkarz
  - Michał Przysiężny, polski tenisista
  - James Wharton, brytyjski polityk
- 1985:
  - Affendy Akup, brunejski piłkarz
  - Simon Francis, angielski piłkarz
  - Brana Ilić, serbski piłkarz
  - Kim Jin-kyu, południowokoreański piłkarz
  - Michał Kozłowski, polski siatkarz
  - Bożena Łukasik, polska lekkoatletka, sprinterka
  - Brett Maluwelmeng, guamski piłkarz, bramkarz, trener
  - Lorenzo Sotomayor, azerski bokser pochodzenia kubańskiego
  - Khaled al-Qahtani, kuwejcki piłkarz
  - Błażej Spychalski, polski prawnik, samorządowiec, polityk, urzędnik państwowy
  - Ron Vlaar, holenderski piłkarz
  - Yūko Watanabe, japońska lekkoatletka, skoczkini wzwyż
  - Teeratep Winothai, tajski piłkarz
- 1986:
  - Walter Acevedo, argentyński piłkarz
  - Julio César Chávez Jr., meksykański bokser
  - Ciprian Deac, rumuński piłkarz
  - Diego Godín, urugwajski piłkarz pochodzenia francuskiego
  - Michaił Juńkow, rosyjski hokeista
  - Sergejs Kožans, łotewski piłkarz
  - Pavel Malchárek, czeski piłkarz
  - Péter Molnár, węgierski kajakarz
  - Rafael Murguía, meksykański piłkarz
  - Mauricio Sperduti, argentyński piłkarz
  - Shawne Williams, amerykański koszykarz
  - Nevin Yanıt, turecka lekkoatletka, płotkarka
  - Renger van der Zande, holenderski kierowca wyścigowy
- 1987:
  - Willy Aubameyang, gaboński piłkarz
  - Luc Bourdon, kanadyjski hokeista
  - Leslie Cole, amerykańska lekkoatletka, sprinterka
  - Mauricio Hénao, kolumbijsko-amerykański aktor, model
  - Karina Lipiarska-Pałka, polska łuczniczka
  - Jon Ossoff, amerykański polityk, senator
  - Rashid Qurbonov, uzbecki zapaśnik
  - Marta Sobolska, polska siatkarka
  - Hasheem Thabeet, tanzański koszykarz
- 1988:
  - Diego Capel, hiszpański piłkarz
  - Aeron Edwards, walijski piłkarz
  - Vegard Forren, norweski piłkarz
  - Kim Soo-hyun, południowokoreański aktor, piosenkarz, model
  - Oskars Melbārdis, łotewski bobsleista
  - Evan Oberg, kanadyjski hokeista
  - Denílson Pereira Neves, brazylijski piłkarz
  - Andrea Ranocchia, włoski piłkarz
  - Zhang Jike, chiński tenisista stołowy
- 1989:
  - Mū Kanazaki, japoński piłkarz
  - Joanna Mendak, polska pływaczka
  - Liu Wanting, chińska tenisistka
  - Elizabeth Olsen, amerykańska aktorka
  - Damian Pieloch, polski koszykarz
  - Paulina Staszewska, polska wioślarka
- 1990:
  - Lauris Blaus, łotewski koszykarz
  - Giovanni Drenthe, surinamski piłkarz
  - Mamadou Samassa, malijski piłkarz, bramkarz
  - Liu Xiaotong, chińska siatkarka
  - Isaac Sosa, portorykański koszykarz
  - The Weeknd, kanadyjski piosenkarz, autor tekstów, producent muzyczny
- 1991:
  - Aleksandra, księżniczka Luksemburga
  - Terrence Boyd, amerykański piłkarz,
  - Sergio Canales, hiszpański piłkarz
  - Tatjana Iwanowa, rosyjska saneczkarka
  - Tadeusz Michalik, polski zapaśnik
  - Sami Niemi, fiński skoczek narciarski
  - Katarzyna Piter, polska tenisistka
- 1992:
  - Nicolai Boilesen, duński piłkarz
  - Behnam Ehsanpur, irański zapaśnik
  - Mattias Johansson, szwedzki piłkarz
  - Marcus Lewis, amerykański koszykarz
  - André Ramalho, brazylijski piłkarz
  - Yekaterina Voronina, uzbecka lekkoatletka, wieloboistka
- 1993:
  - Moayad Ajan, syryjski piłkarz
  - Nina Hemmer, niemiecka zapaśniczka
  - Raphael Holzhauser, austriacki piłkarz
  - Geoffrey Kirui, kenijski lekkoatleta, długodystansowiec
  - Unai Medina, hiszpański piłkarz
  - Rachel Nicol, kanadyjska pływaczka
  - Giorgi Papawa, gruziński piłkarz
  - Diamara Planell, portorykańska lekkoatletka, tyczkarka
  - Lucas Silva, brazylijski piłkarz
  - Jakub Wachnik, polski siatkarz
  - Mike Weinberg, amerykański aktor
- 1994:
  - Grégoire Barrère, francuski tenisista
  - Annika Beck, niemiecka tenisistka
  - Federico Bernardeschi, włoski piłkarz
  - Sergio Ceballos, meksykański piłkarz
  - Aboubacar Dramé Neto, brazylijski siatkarz pochodzenia malijskiego
  - Matthew Knight, kanadyjski aktor
  - Ava Max, amerykańska piosenkarka pochodzenia albańskiego
  - Philipp Orter, austriacki kombinator norweski
- 1995:
  - Nikolina Babić, bośniacka koszykarka
  - Davide Cesarini, sanmaryński piłkarz
  - Denzel Curry, amerykański raper, autor tekstów
  - Katy Dunne, brytyjska tenisistka
  - Władimir Fiedosiejew, rosyjski szachista
  - Jānis Ikaunieks, łotewski piłkarz
  - Liu Libin, chiński siatkarz
  - Carina Witthöft, niemiecka tenisistka
- 1996:
  - Nana Komatsu, japońska aktorka, modelka
  - Mirosława Paskowa, bułgarska siatkarka
- 1997:
  - Dragoș Nedelcu, rumuński piłkarz
  - Laura Valette, francuska lekkoatletka, płotkarka
  - Natalja Wichlancewa, rosyjska tenisistka
- 1998:
  - Denis Gojko, polski piłkarz
  - Kacper Kłos, polski sztangista
  - Carles Pérez, hiszpański piłkarz
- 1999:
  - Serhij Bułeca, ukraiński piłkarz
  - Maya Dodson, amerykańska koszykarka
  - Ignatius Ganago, kameruński piłkarz pochodzenia nigeryjskiego
  - Federico Gattoni, argentyński piłkarz
  - Dolores Moreira, urugwajska żeglarka sportowa
  - Imad Rondić, bośniacki piłkarz
- 2000:
  - Duk, kabowerdyski piłkarz
  - Jewgienij Fiodorow, kazachski kolarz szosowy
  - Amine Gouiri, algierski piłkarz
  - Angelika Kowalewska, polska gimnastyczka
  - Loïs Openda, belgijski piłkarz pochodzenia kongijsko-marokańskiego
  - Hamed Junior Traorè, iworyjski piłkarz
  - Coby White, amerykański koszykarz
  - Yan Bingtao, chiński snookerzysta
  - Carlos Yulo, filipiński gimnastyk
- 2001:
  - Evin Demir, turecka lekkoatletka, chodziarka
  - Yūki Naitō, japońska tenisistka
- 2002 – Fabian Rieder, szwajcarski piłkarz
- 2003:
  - Martin Baturina, chorwacki piłkarz
  - Cuiabano, brazylijski piłkarz
  - Édouard Therriault, kanadyjski narciarz dowolny
- 2005:
  - Eliesse Ben Seghir, francuski piłkarz pochodzenia marokańskiego
  - Julio Soler, argentyński piłkarz pochodzenia paragwajskiego
- 2006 – Marharyta Hejko, ukraińska siatkarka
- 2007 – Oddvar Gunnerød, norweski skoczek narciarski

## Zmarli
- 309 – Daniel z Egiptu, męczennik, święty katolicki i prawosławny (ur. ?)
- 1236 – Filipa Mareri, włoska klaryska, błogosławiona (ur. ok. 1190)
- 1247 – Henryk Raspe, landgraf Turyngii, antykról Niemiec (ur. 1201)
- 1279 – Alfons III Dzielny, król Portugalii (ur. 1210)
- 1281 – Gertruda von Hohenberg, królowa niemiecka (ur. ok. 1225)
- 1390 – Ruprecht I Wittelsbach, hrabia i elektor Palatynatu Reńskiego (ur. 1309)
- 1391 – Jan V Paleolog, cesarz bizantyński (ur. 1332)
- 1402 – Wilhelm, książę Geldrii i hrabia Zutphen, książę Jülich (ur. 1363 lub 64)
- 1426 – Jean de Brogny, francuski duchowny katolicki, biskup Viviers, kardynał (ur. 1342)
- 1442 – Siemowit V, książę mazowiecki na Rawie, Płocku, Sochaczewie, Gostyninie, Płońsku, Wiźnie i Bełzie (ur. ok. 1389)
- 1483 – Albrecht VI, książę Meklemburgii (ur. 1438)
- 1495 – Janusz II, książę warszawski i płocki (ur. 1455)
- 1505 – Johann Hans Jung, niemiecki uczony, lekarz, wykładowca, patrycjusz (ur. 1425)
- 1517 – Elżbieta Jagiellonka, królewna polska, księżniczka litewska, księżna legnicka (ur. 1482)
- 1554 – Maria, księżniczka pomorska, szczecińska i wołogoska, hrabina holsztyńska (ur. 1527)
- 1560 – Jean du Bellay, francuski kardynał, dyplomata (ur. 1498)
- 1613 – (lub 13 lutego) Mikalojus Daukša, litewski działacz katolicki, pisarz, tłumacz (ur. ?)
- 1624 – Ludovic Stewart, angielski arystokrata, polityk (ur. 1574)
- 1635 – Gonzalo Fernández de Córdoba, hiszpański dowódca wojskowy, polityk (ur. 1585)
- 1665 – Stefan Czarniecki, polski dowódca wojskowy, hetman polny koronny (ur. 1599)
- 1666 – Jean de Lauzon, francuski polityk kolonialny (ur. 1584)
- 1696 – Friedrich von Dönhoff, brandenbursko-pruski generał lejtnant (ur. 1639)
- 1702 – Jerzy Tyszkiewicz, polski szlachcic, polityk (ur. ?)
- 1703 – Lorenzo Gafà, maltański architekt, rzeźbiarz (ur. 1639)
- 1721 – James Craggs Młodszy, brytyjski polityk (ur. 1686)
- 1728 – Aurora von Königsmarck, szwedzka hrabina (ur. 1662)
- 1738 – Carel de Moor, holenderski malarz, rytownik (ur. 1655)
- 1749 – Antoni Pociej, strażnik wielki litewski, oboźny wielki litewski, regimentarz wojsk litewskich w czasie konfederacji dzikowskiej, polityk (ur. ?)
- 1753 – Tommaso Ruffo, włoski kardynał (ur. 1663)
- 1754 – Richard Mead, brytyjski lekarz (ur. 1673)
- 1779 – Stanisław Maniecki, polski szlachcic, polityk (ur. ?)
- 1782:
  - Heinrich Carl von Schimmelmann, duński przedsiębiorca, polityk pochodzenia niemieckiego (ur. 1724)
  - Ignacy Skarbek-Malczewski, polski pułkownik, polityk, marszałek wielkopolski konfederacji barskiej (ur. ok. 1730)
- 1788 – Marian Arciero, włoski duchowny katolicki, błogosławiony (ur. 1707)
- 1796 – (lub 16 kwietnia) Caterina Gabrielli, włoska śpiewaczka operowa (sopran koloraturowy) (ur. 1730)
- 1799 – Karol IV Teodor Wittelsbach, hrabia palatyn i książę Palatynatu Neuburg i Sulzbach, książę Jülich i Berg, elektor Palatynatu Reńskiego (jako Karol IV Teodor), elektor Bawarii (jako Karol II) (ur. 1724)
- 1803 – Louis-René-Édouard de Rohan, francuski duchowny katolicki, biskup Strasburga, kardynał, dyplomata (ur. 1734)
- 1819:
  - Honoriusz IV Grimaldi, książę Monako (ur. 1758)
  - Pierre-Henri de Valenciennes, francuski malarz, pedagog (ur. 1750)
- 1823 – Pierre-Paul Prud’hon, francuski malarz (ur. 1758)
- 1829 – François-Joseph Gossec, francuski kompozytor (ur. 1734)
- 1837 – Gottfried Reinhold Treviranus, niemiecki przyrodnik, filozof, lekarz (ur. 1776)
- 1840 – Jura Gajdzica, polski rolnik, bibliofil, pamiętnikarz (ur. 1777)
- 1848 – Zofia Stępkowska, polska śpiewaczka operowa, harfistka, aktorka (ur. 1753)
- 1851 – Konstanty Majeranowski, polski dziennikarz, poeta, dramaturg, prozaik, tłumacz, wydawca (ur. 1787)
- 1858 – Charles Augustus FitzRoy, brytyjski podpułkownik, arystokrata, polityk (ur. 1796)
- 1859 – François-Léon Bénouville, francuski malarz (ur. 1821)
- 1860 – Michał Czacki, polski ziemianin, marszałek szlachty wołyńskiej, spiskowiec, oficer powstania listopadowego (ur. 1797)
- 1862 – Leopold Schefer, niemiecki prozaik, poeta, kompozytor (ur. 1784)
- 1863 – Franciszek Zaremba, polski powstaniec, superstulatek (ur. 1751)
- 1865 – Tadeusz Wolański, polski archeolog, historyk (ur. 1785)
- 1878:
  - Zygmunt Działowski, polski ziemianin, polityk, archeolog (ur. 1843)
  - Ferdinand Schmidt, słoweńsko-węgierski przyrodnik, entomolog, kupiec (ur. 1791)
- 1881 – Gustav Neumann, niemiecki szachista (ur. 1838)
- 1882:
  - Julián Arcas, hiszpański gitarzysta, kompozytor (ur. 1832)
  - Antoni Jeziorański, polski generał, uczestnik powstania styczniowego (ur. 1821)
  - Paulina Krakowowa, polska pisarka, publicystka, redaktorka, nauczycielka, działaczka społeczna, animatorka polskiego szkolnictwa, założycielka i przełożona pensji dla dziewcząt (ur. 1813)
- 1885:
  - Herbert Stewart, brytyjski generał-major (ur. 1843)
  - Wołodymyr Szaszkewycz, ukraiński poeta, tłumacz, działacz oświatowy (ur. 1839)
- 1887 – Teodor Chrząński, polski malarz, heraldyk (ur. 1821)
- 1889 – António Soares dos Reis, portugalski rzeźbiarz, pedagog (ur. 1847)
- 1892 – Henry Walter Bates, brytyjski przyrodnik, podróżnik (ur. 1825)
- 1895 – Tomasz Bułhak, polski działacz niepodległościowy, uczestnik powstania styczniowego, zesłaniec (ur. 1801)
- 1899 – Félix Faure, francuski polityk, prezydent Francji (ur. 1841)
- 1900 – Aleksander Władysław Nałęcz-Rychłowski, polski przedsiębiorca, działacz społeczny, uczestnik powstania styczniowego (ur. 1840)
- 1901 – Mikołaj Bracki, polski ziemianin, weteran powstania listopadowego, zesłaniec (ur. 1807)
- 1905 – Bolesław Antoniewicz, polski duchowny katolicki, działacz społeczny i niepodległościowy (ur. 1837)
- 1907:
  - Giosuè Carducci, włoski poeta, polityk, laureat Nagrody Nobla (ur. 1835)
  - Klementyna Orleańska, księżniczka francuska, księżna Saksonii (ur. 1817)
- 1908 - Andrej Kmeť, słowacki ksiądz katolicki, a także archeolog, geolog, paleontolog, botanik, etnograf i historyk (ur. 1841)
- 1910 – Hermina Waldeck-Pyrmont, niemiecka arystokrstka (ur. 1827)
- 1912 – Mikołaj (Kasatkin), rosyjski misjonarz i święty prawosławny (ur. 1836)
- 1915 – Alfred Wierusz-Kowalski, polski malarz (ur. 1849)
- 1917 – Octave Mirbeau, francuski prozaik, dramaturg, krytyk sztuki, dziennikarz (ur. 1848)
- 1918 – Károly Khuen-Héderváry, węgierski arystokrata, polityk, ban Chorwacji i premier Węgier (ur. 1849)
- 1919 – Rudolf Dittrich, austriacki muzyk, kompozytor (ur. 1861)
- 1920 – Edward Jones, amerykański dziennikarz, statystyk (ur. 1856)
- 1921 – Emil Gaweł, polski prawnik, adwokat, działacz sokoli i społeczny, oficer (ur. 1876)
- 1922 – Stanisław Nilski-Łapiński, polski podpułkownik, inżynier (ur. 1891)
- 1923 – Edward Castellaz, polski generał brygady (ur. 1855)
- 1926 – Józef Allamano, włoski duchowny katolicki, błogosławiony (ur. 1851)
- 1927:
  - George P. Codd, amerykański polityk, burmistrz Detroit (ur. 1869)
  - Vittorio Amedeo Ranuzzi de’ Bianchi, włoski kardynał (ur. 1857)
  - Friedrich Reinitzer, austriacki botanik, chemik (ur. 1857)
- 1928:
  - Eddie Foy, amerykański aktor, komik, tancerz (ur. 1856)
  - Eduard August Schroeder, niemiecki prawnik, ekonomista, działacz społeczny (ur. 1852)
- 1929 – Wacław Łopuszyński, polski inżynier, konstruktor parowozów (ur. 1856)
- 1930:
  - Maria Francesca Giannetto, włoska zakonnica, Służebnica Boża (ur. 1902)
  - John Jahn, niemiecki inżynier kolejowy (ur. 1870)
- 1931 – Wilhelm von Gloeden, niemiecki baron, fotograf (ur. 1856)
- 1932 – Ferdinand Buisson, francuski pedagog, polityk, laureat Pokojowej Nagrody Nobla (ur. 1841)
- 1934 – Ștefan Cicio Pop, rumuński prawnik, polityk (ur. 1865)
- 1935 – Bronisław Kozłowski, polski chirurg, działacz społeczny, filantrop (ur. 1869)
- 1936:
  - Jan Krzakowski, polski prawnik, adwokat, polityk (ur. 1883)
  - Helena Malczewska, polska działaczka charytatywna (ur. 1869)
- 1938:
  - Maria Bentkowska, polska weteranka powstania styczniowego (ur. 1848)
  - Otto zur Linde, niemiecki prozaik, poeta (ur. 1873)
- 1940:
  - Louis Dartige du Fournet, francuski wiceadmirał (ur. 1856)
  - Maksymilian Hajkowicz, polski pułkownik saperów (ur. 1889)
  - László Hollós, węgiersk botanik, mykolog, nauczyciel (ur. 1859)
  - Stefan Kołaczkowski, polski krytyk i historyk literatury, publicysta (ur. 1887)
  - Kazimierz Mikołaj Michalkiewicz, polski duchowny katolicki, biskup pomocniczy wileński (ur. 1865)
- 1941 – Jan Marcińczyk, polski major piechoty, poeta (ur. 1881)
- 1943:
  - Yngve Holm, szwedzki żeglarz sportowy (ur. 1895)
  - Emil Margulies, czechosłowacki prawnik, przywódca syjonistyczny pochodzenia żydowskiego (ur. 1877)
  - Mieczysław Wiliński, polski porucznik administracji artylerii (ur. 1898)
  - Witold Zacharewicz, polski aktor (ur. 1914)
- 1944:
  - Miller Reese Hutchison, amerykański przedsiębiorca, wynalazca (ur. 1876)
  - Dadasaheb Phalke, indyjski malarz, fotograf, iluzjonista, reżyser i producent filmowy (ur. 1870)
- 1945 – Friedrich Reck-Malleczewen, niemiecki lekarz, pisarz, dziennikarz (ur. 1884)
- 1946 – Iwan Moskwin, rosyjski aktor, reżyser filmowy (ur. 1874)
- 1948:
  - István Barta, węgierski piłkarz wodny (ur. 1895)
  - Gennaro Granito Pignatelli di Belmonte, włoski kardynał, nuncjusz apostolski (ur. 1858)
  - Irmfried Eberl, austriacki lekarz, zbrodniarz nazistowski (ur. 1910)
- 1949 – Stanisław Wyrzykowski, polski poeta, prozaik, tłumacz (ur. 1869)
- 1950 – Paul Maria Sauvage, francuski generał (ur. 1864)
- 1951:
  - Tommy Gagliano, amerykański boss mafijny pochodzenia włoskiego (ur. 1884)
  - Murray Macneill, kanadyjski curler (ur. 1877)
- 1953:
  - Franciszek Hodur, polski duchowny, biskup i organizator Polskiego Narodowego Kościoła Katolickiego w USA (ur. 1866)
  - Ludwik Kwiatkowski, polski malarz, pedagog (ur. 1880)
- 1954:
  - Luiz Menezes, brazylijski piłkarz (ur. 1897)
  - Aleksandra Słomińska, polska nauczycielka, działaczka społeczna (ur. 1858)
- 1955 – Dmitrij Sadowniczenko, radziecki polityk (ur. 1907)
- 1956:
  - Herman Holland deJong, holenderski psychiatra, neurofizjolog (ur. 1895)
  - Meghnad Saha, indyjski fizyk, astronom, wykładowca akademicki (ur. 1893)
  - Tadeusz Zastawniak, polski piłkarz (ur. 1907)
- 1957:
  - Józef Hofmann, polski wynalazca, pianista, kompozytor, pedagog (ur. 1876)
  - Leslie Hore-Belisha, brytyjski arystokrata, polityk (ur. 1893)
- 1958:
  - Jan Kędzierski, polski działacz komunistyczny, polityk, poseł do KRN (ur. 1900)
  - Zofia Piramowicz, polska malarka, ilustratorka (ur. 1880)
- 1960 – Pietro Pisani, włoski duchowny katolicki, arcybiskup, delegat apostolski Indii Wschodnich (ur. 1871)
- 1961:
  - Stanisław Cegiełka, polski tkacz, działacz komunistyczny i związkowy (ur. 1883)
  - Dazzy Vance, amerykański baseballista (ur. 1891)
- 1962 – Ernest Brown, brytyjski polityk (ur. 1881)
- 1963:
  - Friedrich Dessauer, niemiecki fizyk, filozof, wykładowca akademicki, przedsiębiorca, dziennikarz (ur. 1881)
  - Janusz Peter, polski lekarz, etnograf, regionalista (ur. 1861)
- 1964:
  - Pierino Bertolazzo, włoski kolarz szosowy (ur. 1906)
  - Kate Gillou-Fenwick, francuska tenisistka (ur. 1887)
  - Mark Gorbaczow, radziecki polityk (ur. 1902)
  - Karol Mathea, polski duchowny katolicki, polityk, poseł na Sejm Śląski (ur. 1886)
- 1965:
  - Franciszek Groër, polski pediatra, wykładowca akademicki (ur. 1887)
  - Maria Lange, polska wszechstronna sportsmenka (ur. 1904)
- 1966:
  - Jan Andrysiak, polski działacz ludowy i komunistyczny (ur. 1894)
  - Józef Bernstein, radziecki działacz komunistyczny (ur. 1904)
  - Jan Madejczyk, polski działacz ludowy, polityk, poseł na Sejm RP (ur. 1880)
- 1967 – Smiley Burnette, amerykański aktor, piosenkarz country (ur. 1911)
- 1968:
  - Wiktor Bielajew, rosyjski muzykolog, etnograf, wykładowca akademicki (ur. 1888)
  - Jewhen Małaniuk, ukraiński poeta, kulturoznawca, krytyk literacki (ur. 1897)
  - Healey Willan, kanadyjski kompozytor, dyrygent, organista pochodzenia brytyjskiego (ur. 1880)
- 1969:
  - Piotr Kartawik, polski pułkownik, kynolog, hodowca psów (ur. 1918)
  - Olgierd Tuskiewicz, polski pułkownik dyplomowany pilot (ur. 1896)
- 1970:
  - Łazar Dobricz, bułgarski artysta cyrkowy (ur. 1881)
  - Armijn Pane, indonezyjski pisarz (ur. 1908)
  - Francis Peyton Rous, amerykański patolog, wykładowca akademicki, laureat Nagrody Nobla (ur. 1879)
- 1971:
  - Bert Roach, amerykański aktor (ur. 1891)
  - Mieczysław Ziemnowicz, polski germanista, wykładowca akademicki (ur. 1892)
- 1972 – Ludomir Sedlaczek-Komorowski, polski psychiatra, antropolog (ur. 1903)
- 1973:
  - Georg Ferdinand Duckwitz, niemiecki dyplomata (ur. 1904)
  - Mohammed Hassan, egipski piłkarz (ur. 1905)
- 1974:
  - John Garand, kanadyjsko-amerykański konstruktor broni strzeleckiej (ur. 1888)
  - Horace Meyer Kallen, amerykański filozof, wykładowca akademicki pochodzenia żydowskiego (ur. 1882)
  - Waldemar Magunia, niemiecki funkcjonariusz nazistowski (ur. 1902)
  - Jan Rychel, polski bankowiec, nauczyciel, polityk, poseł na Sejm PRL (ur. 1902)
  - Lew Wyld, brytyjski kolarz torowy (ur. 1905)
- 1975:
  - Manuel Olivares, hiszpański piłkarz, trener (ur. 1909)
  - Morgan Taylor, amerykański lekkoatleta, płotkarz (ur. 1903)
- 1976 – Piotr Bańkowski, polski historyk literatury, archiwista (ur. 1885)
- 1977 – Czesława Ohryzko-Włodarska, polska historyk, archiwistka (ur. 1927)
- 1979:
  - Henk Steeman, holenderski piłkarz (ur. 1894)
  - Åke Thelning, szwedzki jeździec sportowy (ur. 1892)
- 1980:
  - Erich Hückel, niemiecki fizyk, chemik, wykładowca akademicki (ur. 1896)
  - Arthur Loveridge, brytyjski biolog, herpetolog, muzealnik (ur. 1891)
- 1981:
  - Zygmunt Brockhusen, polski major, działacz konspiracyjny (ur. 1894)
  - Marian Książkiewicz, polski geolog, wykładowca akademicki (ur. 1906)
- 1982:
  - Tamás Barta, węgierski gitarzysta, członek zespołu Locomotiv GT (ur. 1948)
  - Frank Wels, holenderski piłkarz (ur. 1909)
- 1983:
  - Kazimiera Iłłakowiczówna, polska poetka (ur. 1892)
  - Stanisław Myśliborski-Wołowski, polski historyk, pedagog (ur. 1919)
- 1984 – Siergiej Tiulpanow, radziecki generał-major, naukowiec (ur. 1901)
- 1985:
  - Stanisław Będkowski, polski architekt (ur. 1917)
  - Marian Engel, kanadyjska pisarka (ur. 1933)
- 1986 – Andrzej Pawłowski, polski malarz, rzeźbiarz, fotografik (ur. 1925)
- 1987 – Adam Fastnacht, polski historyk, muzealnik (ur. 1913)
- 1988 – Józef Szczypka, polski prozaik, reportażysta (ur. 1934)
- 1989 – Ida Ehre, austriacka aktorka, reżyserka filmowa (ur. 1900)
- 1990 – Keith Haring, amerykański artysta współczesny (ur. 1958)
- 1992:
  - Angela Carter, brytyjska pisarka (ur. 1940)
  - Abbas al-Musawi, libański działacz szyicki (ur. 1952)
  - Jânio Quadros, brazylijski polityk, prezydent Brazylii (ur. 1917)
- 1994:
  - Noël Foré, belgijski kolarz szosowy, torowy i przełajowy (ur. 1932)
  - François Marty, francuski duchowny katolicki, arcybiskup Paryża, kardynał (ur. 1904)
- 1995 – Wiktor Dega, polski chirurg ortopeda (ur. 1896)
- 1996:
  - Roger Bowen, amerykański aktor (ur. 1932)
  - Pat Brown, amerykański polityk, gubernator Kalifornii (ur. 1905)
  - Irena Jarosińska-Małek, polska fotoreporterka (ur. 1924)
  - Miloš Kopecký, czeski aktor (ur. 1922)
- 1997:
  - Chien-Shiung Wu, amerykańska fizyk pochodzenia chińskiego (ur. 1912)
  - Jack Wilson, brytyjski wioślarz (ur. 1914)
- 1999:
  - Ludwik Bar, polski prawnik, wykładowca akademicki (ur. 1906)
  - Fritzi Burger, austriacka łyżwiarka figurowa (ur. 1910)
  - Henryk Dłużyński, polski aktor (ur. 1929)
  - Alexandre Noghes, monakijski tenisista (ur. 1916)
  - Bailey Olter, mikronezyjski polityk, prezydent Mikronezji (ur. 1932)
- 2000:
  - Marceline Day, amerykańska aktorka (ur. 1908)
  - Lila Kedrova, francuska aktorka pochodzenia rosyjskiego (ur. 1918)
  - Louis-Georges Niels, belgijski bobsleista (ur. 1919)
- 2001:
  - Ali Artuner, turecki piłkarz, trener (ur. 1944)
  - Zofia Gołębiowska, polska entomolog, wykładowczyni akademicka (ur. 1915)
  - Howard W. Koch, amerykański reżyser filmowy (ur. 1916)
  - William Masters, amerykański ginekolog, seksuolog (ur. 1915)
  - Theodore Lidz, amerykański psychiatra, wykładowca akademicki pochodzenia żydowskiego (ur. 1910)
- 2002 – Walter Winterbottom, angielski piłkarz, trener (ur. 1913)
- 2003:
  - Donald Castleberry, amerykański politolog, wykładowca akademicki (ur. 1914)
  - Edward Czerny, polski dyrygent, kompozytor (ur. 1917)
  - Aleksandar Tišma, serbski pisarz pochodzenia żydowskiego (ur. 1924)
- 2004:
  - Christo Iwanow, bułgarski chemik, wykładowca akademicki (ur. 1916)
  - Miloslav Šimek, czeski aktor, satyryk, prozaik, dramaturg (ur. 1940)
- 2005:
  - Michael Aikman, australijski wioślarz (ur. 1933)
  - Hans von Blixen-Finecke, szwedzki jeździec sportowy (ur. 1916)
  - Nikołaj Jegoryczew, radziecki polityk, dyplomata (ur. 1920)
  - Russ Klar, amerykański kierowca wyścigowy (ur. 1914)
  - Nariman Sadik, królowa Egiptu (ur. 1933)
- 2006:
  - Paul Avrich, amerykański historyk, wykładowca akademicki pochodzenia ukraińsko-żydowskiego (ur. 1931)
  - Giennadij Cygankow, rosyjski hokeista (ur. 1947)
  - Erna Flegel, niemiecka pielęgniarka (ur. 1911)
- 2007 – Alfonso Silva, hiszpański piłkarz (ur. 1926)
- 2008:
  - Vittorio Lucarelli, włoski florecista (ur. 1928)
  - Lesław Wacławik, polski śpiewak operowy (tenor) (ur. 1922)
- 2009:
  - Piotr Abrasimow, radziecki dyplomata, polityk (ur. 1912)
  - Janusz Krupiński, polski piłkarz, trener (ur. 1958)
  - Tadeusz Lubczyński, polski kierownik produkcji filmowej (ur. 1925)
  - Stanisław Sieradzki, polski żołnierz batalionu „Zośka”, uczestnik powstania warszawskiego (ur. 1921)
- 2010:
  - Lucjan Balter, polski duchowny katolicki, pallotyn, teolog (ur. 1936)
  - Kazy Dyjkambajew, radziecki i kirgiski polityk (ur. 1913)
- 2011 – Justinas Marcinkevičius, litewski poeta (ur. 1930)
- 2012:
  - Gary Carter, amerykański baseballista (ur. 1954)
  - Enver Dauti, albański aktor (ur. 1927)
  - Baddeley Devesi, salomoński polityk, gubernator generalny Wysp Salomona (ur. 1941)
  - Jean Polak, belgijski architekt (ur. 1920)
- 2013:
  - Eric Ericson, szwedzki dyrygent chóralny, pedagog (ur. 1918)
  - Julian Radułski, bułgarski szachista (ur. 1972)
  - Tony Sheridan, brytyjski muzyk (ur. 1940)
- 2014:
  - Jaroslav Krejčí, czeski polityk, prawnik (ur. 1916)
  - Nina Polan, polska aktorka (ur. 1927)
  - Józef Wójcik, polski duchowny katolicki, działacz opozycyjny (ur. 1934)
- 2015:
  - Marianna Biskup, polska wszechstronna lekkoatletka, trenerka (ur. 1961)
  - Lesley Gore, amerykańska piosenkarka (ur. 1946)
  - Uri Orbach, izraelski polityk (ur. 1960)
  - Lorena Rojas, meksykańska aktorka (ur. 1971)
  - Jerzy Samp, polski historyk, pisarz (ur. 1951)
- 2016:
  - Leon Dyczewski, polski duchowny katolicki, franciszkanin, filozof, socjolog (ur. 1936)
  - Czesław Erber, polski bibliolog (ur. 1929)
  - Gregorio Garavito Jiménez, meksykański duchowny katolicki, biskup Villavicencio (ur. 1919)
  - Butrus Butrus Ghali, egipski prawnik, wykładowca akademicki, polityk, sekretarz generalny ONZ (ur. 1922)
- 2017:
  - Nicole Bass, amerykańska kulturystka, wrestlerka, aktorka (ur. 1964)
  - Dick Bruna, holenderski autor książek dla dzieci (ur. 1927)
  - Janusz Kowalski, polski architekt, dziennikarz, regionalista (ur. 1925)
  - Osmond Martin, belizeński duchowny katolicki, biskup Belize City-Belmopan (ur. 1930)
  - Józef Poteraj, polski pisarz (ur. 1934)
- 2018:
  - Lech Bukowiec, polski samorządowiec, prezydent Wałbrzycha (ur. 1957)
  - Ryszard M. Małajny, polski prawnik, konstytucjonalista, wykładowca akademicki (ur. 1953)
  - Osvaldo Suárez, argentyński lekkoatleta, długodystansowiec
- 2019:
  - Jerzy Bożyk, polski pianista i wokalista jazzowy (ur. 1941)
  - Don Bragg, amerykański lekkoatleta, tyczkarz (ur. 1935)
  - Bruno Ganz, szwajcarski aktor, reżyser i operator filmowy (ur. 1941)
  - Leh, polski raper (ur. 1992)
  - Franciszek Połomski, polski prawnik, historyk, polityk, senator RP (ur. 1934)
  - Silvestre Luís Scandián, brazylijski duchowny katolicki, arcybiskup Vitórii (ur. 1931)
- 2020:
  - Harry Gregg, północnoirlandzki piłkarz, bramkarz, trener (ur. 1932)
  - Jerzy Gruza, polski aktor, reżyser i scenarzysta filmowy (ur. 1932)
  - Loek Hollander, holenderski wojskowy, karateka (ur. 1938)
  - Barry Hulshoff, holenderski piłkarz, trener (ur. 1946)
- 2021:
  - José Álvarez de Paz, hiszpański prawnik, ekonomista, polityk, eurodeputowany (ur. 1935)
  - Irit Amiel, izraelska poetka, pisarka, tłumaczka (ur. 1931)
  - Jan Jagielski, polski geochemik, działacz społeczny, publicysta (ur. 1937)
  - Gustavo Noboa, ekwadorski prawnik, polityk, wiceprezydent i prezydent Ekwadoru (ur. 1937)
  - Jan Sokol, czeski zegarmistrz, informatyk, filozof, polityk (ur. 1936)
- 2022:
  - Boris Balmont, rosyjski polityk (ur. 1927)
  - Luigi De Magistris, włoski kardynał (ur. 1926)
  - Didier-Léon Marchand, francuski duchowny katolicki, biskup Valence (ur. 1925)
  - Amos Sawyer, liberyjski polityk, prezydent Liberii (ur. 1945)
- 2023:
  - Michel Deville, francuski reżyser i scenarzysta filmowy (ur. 1931)
  - Jakub Dürr, czeski politolog, dyplomata (ur. 1976)
  - Gunnar Heinsohn, niemiecki socjolog, ekonomista, demograf, pisarz, publicysta (ur. 1943)
  - Tim Lobinger, niemiecki lekkoatleta, tyczkarz (ur. 1972)
  - Tony Marshall, niemiecki piosenkarz (ur. 1938)
  - Mieczysław Rosół, polski porucznik, działacz kombatancki (ur. 1920)
  - Giorgio Ruffolo, włoski dziennikarz, publicysta, polityk, minister środowiska, eurodeputowany (ur. 1926)
- 2024:
  - Arkadiusz Baron, polski duchowny katolicki, teolog, profesor nauk teologicznych (ur. 1960)
  - Alain Cribier, francuski kardiolog, profesor nauk medycznych (ur. 1945)
  - Maciej Grzybowski, polski aktor (ur. 1942)
  - Zbigniew Fedyczak, polski strzelec sportowy (ur. 1952)
  - Aleksiej Nawalny, rosyjski prawnik, publicysta, działacz polityczny, lider opozycji, więzień polityczny (ur. 1976)
  - Waldemar Preiss, polski duchowny luterański, tłumacz ksiąg biblijnych (ur. 1936)
  - Jorge Toro, chilijski piłkarz (ur. 1939)
  - Hryhorij Warżełenko, ukraiński piłkarz, trener (ur. 1950)
- 2025:
  - Luis Estaba, wenezuelski bokser (ur. 1938)
  - Julian Holloway, brytyjski aktor (ur. 1944)
  - Kim Sae-ron, południowokoreańska aktorka (ur. 2000)
  - Andrzej Potocki, polski filozof, polityk, poseł na Sejm RP (ur. 1964)